# Freeflying

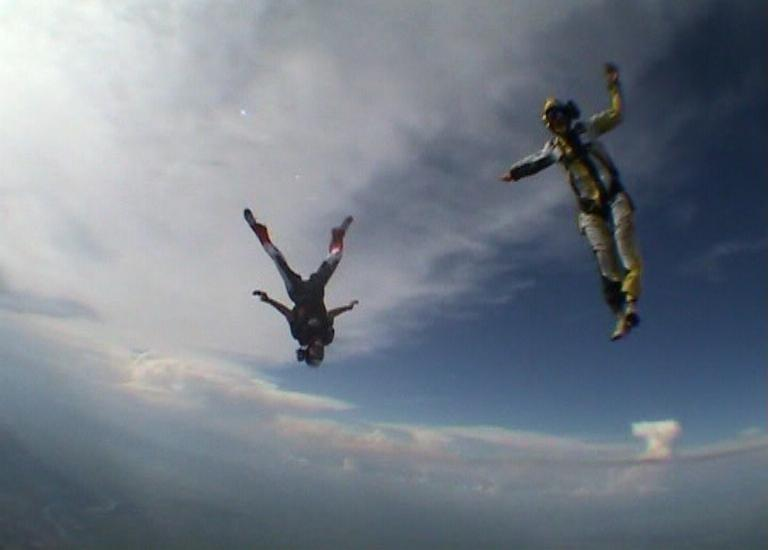
Głową w dół i na stojaco jako Figury Freeflyingu.

Freeflying – technika swobodnego opadania oraz spadochronowa konkurencja zespołowa wykonywana w czasie swobodnego spadania.
Najważniejszą cechą freeflyingu jest przyjmowanie przez skoczków postawy wertykalnej (na "stojąco", głową w dół, na "siedząco", itp.), zwiększającej znacznie prędkość opadania skoczka.
We freeflyingu jako konkurencji, w skład zespołu wchodzi 2 skoczków i kamerzysta. Zadaniem jest zbudowanie obok siebie (synchronicznie) prawidłowo kolejnych figur (w wyżej wymieniony sposób), w wyznaczonym czasie pracy.
Ocenia się również wrażenia estetyczne.